# Dendrobium kraenzlinii
Dendrobium kraenzlinii är en orkidéart som beskrevs av Louis Otho Otto Williams. Dendrobium kraenzlinii ingår i släktet Dendrobium, och familjen orkidéer.
Artens utbredningsområde är Fiji. Inga underarter finns listade i Catalogue of Life.